# Phalacrus acutangulus
Phalacrus acutangulus là một loài bọ cánh cứng trong họ Phalacridae. Loài này được Kirsch miêu tả khoa học năm 1873.